# Полезные ископаемые Еврейской автономной области
На территории Еврейской автономной области выявлены и разведаны месторождения более 20 видов полезных ископаемых, в том числе крупные месторождения железа, марганца, олова, золота, графита, брусита, магнезитов, цеолитов, стройматериалов, имеются целебные минеральные источники. По насыщенности месторождений и рудопроявлений, концентрации полезных ископаемых область является одной из богатейших территорий России. Однако потенциал её природных ресурсов до конца не изучен и не разведан. К тому же подавляющая часть продукции минерально-сырьевого комплекса вывозится, перерабатывающих предприятий крайне мало. Наиболее перспективные проявления полезных ископаемых могут и должны привлечь внимание отечественных и зарубежных инвесторов. Это позволило бы полнее использовать минерально-сырьевую базу ЕАО.

## Олово
Основные оловорудные районы на территории области — Хинганский и Сутаро-Биджанский, в пределах которых известны 14 месторождений. Добычу и обогащение самого дешёвого в России олова на Хинганском месторождении ведёт комбинат «Хинганолово». Кроме олова, в рудных телах содержатся медь, свинец, цинк, мышьяк, висмут, сурьма, серебро, молибден, золото. Попутно с основным освоено производство флюоритового концентрата, применяемого в металлургии как флюсовое сырьё, а также в стекольном и эмалевом производстве.

## Марганцевые руды
Сосредоточены в крупном Южно-Хинганском месторождении. Залегают вместе с железными рудами. Разведано два месторождения: Биджанское (в верховье реки Биджан в 60 км к югу от Биракана, содержание марганца — 18,4 %, разведанные запасы — 6 млн т) и Южно-Хинганское (разведанные запасы — около 9 млн т, содержание марганца в рудах — около 19,2—21,1 %). Марганцевые руды этих месторождений пригодны для использования в металлургической промышленности.

## Железорудные месторождения
Железорудные месторождения Малого Хингана по своим запасам значительно превосходят марганцевые. Расположены в Облученском районе ЕАО в непосредственной близости (4-16 км) от Транссибирской железнодорожной магистрали. К настоящему времени известно 35 железорудных и железомарганцевых месторождений различного масштаба и 15 рудопроявлений. На крупнейших — Кимканском, Сутарском и Костеньгинском месторождениях железных руд — проведены разведочные работы. Уточнённые запасы железных руд составляют около 2,7 млрд т.

## Золото
В Малом Хингане золото добывалось со второй половины XIX столетия. В настоящее время золотоносные месторождения разрабатываются в основном гидравлическим способом из террасовых отложений в бассейне р. Сутары в верховьях р. Биры. Наиболее перспективной представляется южная, приграничная часть территории. По предварительным геологическим данным, здесь возможно обнаружение коренных месторождений рудного золота.

## Редкие металлы
На территории ЕАО известно два месторождения редких металлов: Преображеновское и Дитурское, а также Амурзетское рудопроявление. Руды в основном бедные, средне- и труднообогатимые, связаны с пегматитами, содержат, кроме основного компонента — бериллия, литий, ниобий, иттрий, иттербий, рубидий, цезий, барий, стронций, минерал флюорит. Отработка месторождений возможна комбинированным способом.

## Магнезит
На территории области открыто 11 месторождений магнезита. Промышленное значение магнезита основано на высокой огнеупорности и вяжущих свойствах окиси магния. Его потребителями являются металлургическая, химическая и пищевая промышленность. Главные области применения — производство огнеупоров, промышленность стройматериалов, получение магния.

## Брусит
В настоящее время известны уникальные по количеству и запасам Кульдурское, Центральное, Савкинское и Тарагайское месторождения брусита — магнезиального сырья. Кульдурское, находящееся в 14 км севернее станции Известковая, передано промышленности для освоения в 1969 году. Оно является вторым в мире месторождением по разведанным запасам (37,7 млн т), содержание окиси магния в сырьё достигает 65 %. Ежегодно в карьере добывается свыше 40 тыс. т брусита. Получаемый из него периклаз используется в трубчатых электронагревателях, выдерживающих температуру до 2800 градусов с сохранением диэлектрических свойств. На базе бруситовых руд получают дефицитную жженую магнезию. Брусит — незаменимое сырьё для химической, стекольной, резиновой, фармацевтической и других отраслей промышленности. Обладающие богатой цветовой гаммой (серый, белый, голубой, зелёный, фиолетовый, розовый) бруситы могут использоваться как поделочный и облицовочный материал.

## Тальк
В шести километрах восточнее станции Биракан находится месторождение талька. Потребителями его являются мебельные, рубероидные, лакокрасочные предприятия. Концентраты этого минерального сырья могут использоваться в керамической и бумажной промышленности, а отходы — для известкования кислых почв.

## Графит
Одним из крупнейших в мире является Союзненское месторождение графита. Залежи графита высокого качества позволяют вести добычу открытым способом. Он используется в электротехнической промышленности, в медицине, в качестве огнеупоров и смазочных материалов, для аккумуляторов, тормозов, щёток электромоторов, для графитовых электродов, обезуглевоживания стали. Может использоваться в производстве композитов, в том числе с применением графито-эпоксидных материалов.

## Горючие полезные ископаемые
Горючие полезные ископаемые представлены каменным и бурым углем, торфом. Известно Бирское месторождение каменного угля, к сожалению, не обладающее большими запасами. Кроме того, на территории области находится северо-западная часть Среднеамурского буроугольного бассейна. Здесь выделяется Бирофельдская угленосная площадь с Ушумунским месторождением бурого угля. Опытно-промышленная эксплуатация месторождения на участке «Центральный» начата в 1995 году акционерным обществом «Инициатива». Разведанные запасы составляют более 4 млн тонн что позволило уже в 1997 году добыть открытым способом 300 тыс. тонн топлива, а к 2000 году довести добычу до 1,5 млн тонн угля в год, что обеспечивает полностью потребность области.
Торф как топливо в области практически не используется. Он находит применение как агропромышленное сырьё для улучшения структуры и плодородия почв. Известно 55 месторождений торфа.
В нефтегазоносном отношении территория области изучена слабо. За последние годы в КНР и Монголии открыты нефтяные месторождения во впадинах, сходных по размерам и характеру их выполнения со многими впадинами материковой части Дальнего Востока. Сравнительным анализом научно обоснована и практически доказана возможность выявления средних и даже крупных по запасам месторождений нефти и газа на территории области.

## Слюда
Слюда Малого Хингана проявляется среди гранитов в бассейне реки Биджан. Размеры обнаруженных пластинок-монокристаллов — до 25 см.

## Цеолиты
Радденское месторождение цеолитов с прогнозируемыми ресурсами в объёме около 50 млн тонн располагается на берегу реки Амур в благоприятных для разработки условиях. Цеолиты — группа ценных минералов, широко применяющихся в сельском хозяйстве для улучшения структуры почв и усвоения удобрений, а также в качестве добавок в комбикорма для птицы и скота. В пищевой промышленности используются для осветления соков и вин, пищевых жиров. Находят применение при очистке промышленных газов и вод от токсичных компонентов, а также как наполнители при производстве бумаги.

## Фосфориты
В качестве фосфатных удобрений могут быть использованы месторождения фосфоритов Падь Тигровая, расположенные к югу от станции Биракан. Общие геологические запасы — около 1 млн т.

## Строительные материалы
В ЕАО известны 114 месторождений различных строительных материалов: глин кирпичных и керамзитовых, песков, песчано-гравийных смесей, строительных и облицовочных камней, цементного и карбонатного сырья, минеральных красок и лёгких наполнителей бетона. В большинстве своём разведанные месторождения сконцентрированы вдоль железной дороги и вблизи населённых пунктов, с которыми они связаны дорогами. Все они пригодны для открытой отработки.

## Глинистое сырьё
В области учтено более 50 месторождений глинистого сырья. Основные месторождения кирпичных глин — Облученское, Приамурское и Амурзетское-2. Ни одно из них пока не разрабатывается. Биробиджанский кирпичный завод использует глины месторождения Биробиджан-8, разведанного для производства керамзита.

## Кварцево-полевошпатные пески
В Смидовичском районе в 3 км от железнодорожной станции Дежнёвка открыто богатое месторождение кварцево-полевошпатных песков. Средняя мощность пласта — 10 м. Подобные пески пригодны для производства термоизоляционного и конструкционного бетона, конструкционного пеносилиция, термоизоляционных плит, стенового камня, могут использоваться в стекольной промышленности, а также в процессе формовки при производстве чугунного, тонкостенного и среднего веса цветного литья. Другое заметное месторождение песка обнаружено близ села Головино Биробиджанского района. Его запасы оцениваются в 10 с лишним млн м³.

## Гравийно-песчаные материалы
Вокруг Биробиджана немало карьеров, где добываются гравийно-песчаные материалы. Самый значительный расположен за посёлком Биробиджан-2. С центром его связывает хорошая дорога, недалеко находится железнодорожная станция. Почти во всех направлениях от разведанной площади возможен прирост добычи. Гравий применим для производства бетонов невысоких марок, строительства автомобильных дорог и использования в качестве балласта железнодорожного полотна.

## Облицовочные камни
В области известно около 20 месторождений и проявлений облицовочных камней. Однако сравнительно подробно изучено только шесть объектов, в том числе месторождение кальцефиров у железнодорожной станции Кульдур. На сравнительно небольшой площади выявлены запасы мрамора, кальцефира, брусита и других поделочных камней. Преимущественные цвета — светло-серый и зелёный, а кальцефиры в основе своей почти белые или полосчатые. В художественно-декоративном отношении многие из них уникальны. Помимо облицовочных плиток, из кальцефиров можно производить мелкоштучные художественные изделия, декоративный бетон, стеновые панели и мозаичные плиты.
Бираканское месторождение мрамора объединяет два участка — «Розовая скала» и «Белая скала». Они расположены на расстоянии 1 км друг от друга. Особенно ценятся розовые мраморы. Ими облицована станция метро «Белорусская» Московского метрополитена.
Уникальное месторождение мрамора находится в 6 км юго-западнее посёлка Кульдур. Кульдурские мраморы различных оттенков: белого, розового, зелёного, чёрного цветов, они хорошо поддаются обработке. Запасы — более 2 млн т. В качестве декоративных, облицовочных и поделочных изделий могут использоваться цветные камни Среднебиджанского месторождения.
На территории ЕАО разведано Хинганское месторождение базальтов, применяемых в каменном литье. На базе базальтового литья можно получать футеровочные плитки и фасонные изделия, материалы для защиты аппаратуры от истирания и коррозийных воздействий кислот и щелочей, облицовочные плитки для промышленных цехов, минеральную вату и теплозвуконепроницаемый картон.
Предварительно изучено Унгунское месторождение гранита, который может быть использован в качестве облицовочного камня. Практический интерес представляют высокодекоративные средне-крупнозернистые граниты светло-малинового и фиолетового оттенков. При полировке граниты принимают красивый крупнопятнистый рисунок.
Декоративные дациты Бирского месторождения могут использоваться для изготовления наружных облицовочных плит, покрытия полов маршевых лестниц в парадных подъездах. Перспективы обнаружения новых месторождений облицовочных материалов, как считают геологи, на территории ЕАО велики, но работы в этом направлении пока не ведутся.

## Карбонат
Карбонатное сырьё представлено известняками, доломитами и магнезитами. Крупнейшими месторождениями промышленных известняков являются Лондоковское и Теплоозерское. На их минерально-сырьевой базе, а также на базе расположенных вблизи месторождений сланцев и кислых вулканитов работают Теплоозёрский цементный и Лондоковский известковый заводы. Разведанных запасов сырья, даже при значительном увеличении мощностей предприятий, хватит на десятки лет.

## Прочие
В пределах ЕАО известно Союзненское месторождение минеральных красок и четыре их проявления. Определённый интерес представляют проявления Охринское, Баранихинское, Лысая Грива, Столбовское, но они слабо изучены.
Месторождения вулканических стёкол — Падь Федосеиха и Раддевское — имеют благоприятные горнотехнические и гидрологические условия для открытой разработки.